# Hypographa incongrua
Hypographa incongrua är en fjärilsart som beskrevs av Walker 1856. Hypographa incongrua ingår i släktet Hypographa och familjen mätare. Inga underarter finns listade i Catalogue of Life.